# 荀賓
荀賓（？—？），春秋时期晋国大夫。前573年，晋悼公即位，任命魏相、士鲂、魏颉、赵武做卿；荀家、荀会、栾黡、韩无忌为公族大夫。士渥浊做太傅，右行辛做司空。祁奚做中军尉，羊舌职辅佐；魏绛做司马，张老做侦察长，铎遏寇做上军尉，籍偃为上军尉司马，程郑做乘马御。弁纠驾御战车，荀宾作为车右，管辖司士官，教育勇士待时选用。